# Gaylord (Kansas)
Gaylord es una ciudad ubicada en el de condado de Smith en el estado estadounidense de Kansas. En el año 2010 tenía una población de 114 habitantes y una densidad poblacional de 162,86 personas por km².

## Geografía
Gaylord se encuentra ubicada en las coordenadas 39°38′43″N 98°50′49″O / 39.64528, -98.84694 (39.645229, -98.847008).

## Demografía
Según la Oficina del Censo en 2000 los ingresos medios por hogar en la localidad eran de $21,250 y los ingresos medios por familia eran $35,000. Los hombres tenían unos ingresos medios de $33,125 frente a los $15,313 para las mujeres. La renta per cápita para la localidad era de $14,046. Alrededor del 17.8% de la población estaban por debajo del umbral de pobreza.